# Central Motor Company
Central Motor Company war ein US-amerikanischer Hersteller von Automobilen.

## Unternehmensgeschichte
Das Unternehmen hatte seinen Sitz in Detroit in Michigan. Es gehörte als divisionale Organisation zum Konzern United States Motor Company. 1911 begann die Produktion von Automobilen. Der Markenname lautete Titan. Entweder 1911 oder 1913 endete die Produktion.

## Fahrzeuge
Im Angebot standen ausschließlich Taxis, die überwiegend in New York eingesetzt wurden. Sie basierten auf Fahrgestellen von Brush und wurden im Brush-Werk in Detroit hergestellt. Während der Brush 224 cm Radstand hatte, ist für den Titan sowohl 203 cm als auch 224 cm Radstand überliefert. In jedem Fall ermöglichte dies einen geringen Wendekreis. Sie hatten einen Einzylindermotor mit Wasserkühlung. Damit sollten die Betriebskosten nur ein Drittel eines gewöhnlichen Taxis betragen. Der Neupreis betrug 850 US-Dollar. Eine Abbildung zeigt ein Landaulet.